# Vacature (tijdschrift)
Vacature was een Belgisch tijdschrift gericht op jobaanbiedingen en carrière. Het verscheen in Vlaanderen als krantenbijlage en afzonderlijk tijdschrift dat gratis verdeeld werd. De bijbehorende website vacature.com was de belangrijkste carrièresite in Vlaanderen. In Wallonië verschijnt nog altijd het Franstalige zustertijdschrift Références. De twee kranten en de website werden geëxploiteerd door de coöperatieve vennootschap Jobs & Careers.

## Geschiedenis
Vacature begon in 1996 als wekelijkse bijlage met jobaanbiedingen bij de nationale kranten De Morgen, Het Laatste Nieuws, Gazet van Antwerpen, De Tijd en de tijdschriften Knack en Trends. De website vacature.com werd het jaar erop gestart. In 1999 werd ook een Franstalige editie opgestart. De krant groeide in België uit tot marktleider in rekruteringscommunicatie (in 2000 een marktaandeel van 64% en een lezersbereik van ruim 1,8 miljoen). Met de overname van jobscareer.be in 2002 loopt het marktaandeel van de online versie op tot 73% in België.
Het blad is, samen met de onderzoeksgroep van prof. Luc Sels van de KU Leuven, de motor achter de tweejaarlijkse Grote Salarisenquête, een gedetailleerd loononderzoek met telkens circa 70.000 respondenten.
Aandeelhouders zijn de uitgevers De Persgroep voor 66% en Mediafin - een joint venture van De Persgroep en Groupe Rossel - voor 33%.
Roularta stapte in 2003 uit en Concentra wisselde in 2012 haar één derde aandeel uit met De Persgroep in ruil voor de volledige controle over ATV (Antwerpse televisie).
In 2019 is Vacature opgegaan in de voormalige concurrent Jobat.